# Offensiva talebana del 2021
L'offensiva talebana del 2021 è un’azione militare da parte dei talebani contro il governo dell'Afghanistan e i suoi alleati, iniziata il 1º maggio 2021, in seguito al ritiro della stragrande maggioranza delle truppe statunitensi dall'Afghanistan eseguito dal Presidente Joe Biden. Al 15 luglio 2021, oltre un terzo dei 421 distretti dell'Afghanistan era controllato dai talebani, e al 21 luglio metà dell'Afghanistan era sotto il controllo dei talebani. A partire dal 6 agosto, i talebani hanno conquistato trentatré dei trentaquattro capoluoghi di provincia dell'Afghanistan. Il 10 agosto i talebani controllavano il 65% dell'area del paese.
L'offensiva è stata caratterizzata da conquiste territoriali particolarmente rapide. I talebani hanno raggiunto e preso Kabul, causando la caduta della Repubblica islamica dell'Afghanistan, il 15 agosto 2021. In seguito alla presa della capitale, i talebani hanno occupato il palazzo presidenziale dopo che il presidente in carica Ashraf Ghani è fuggito dal Paese, rifugiandosi negli Emirati Arabi Uniti.

## Antefatti
Nel settembre 2020 oltre 5000 prigionieri talebani, 400 dei quali accusati e condannati per reati gravi, vennero rilasciati dal governo afghano secondo l'accordo di Doha tra gli Stati Uniti e i talebani. Secondo il consiglio di sicurezza nazionale afghano, a seguito di questo molti prigionieri "esperti" sono ritornati nell'esercito talebano e lo hanno reso più potente.
All'inizio del 2021, sia il Pentagono sia il governo afghano confidavano in un sostegno continuo delle truppe statunitensi. Il governo dell’Afghanistan faceva costantemente affidamento sulla forza lavoro e sul sostegno degli Stati Uniti.

## Storia

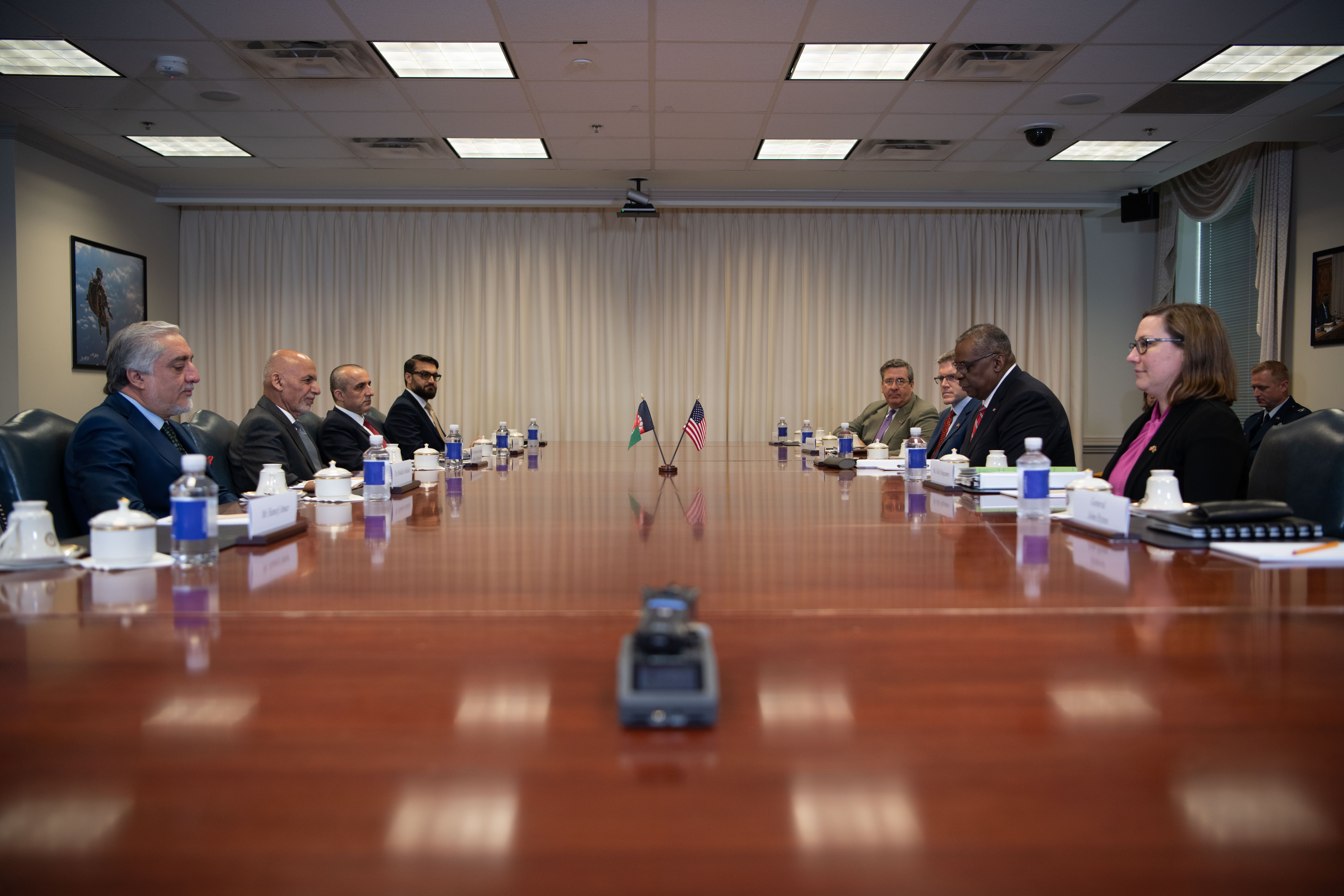
L'incontro, avvenuto il 25 giugno 2021, tra il presidente afgano Ashraf Ghani e il segretario della Difesa degli Stati Uniti Lloyd Austin

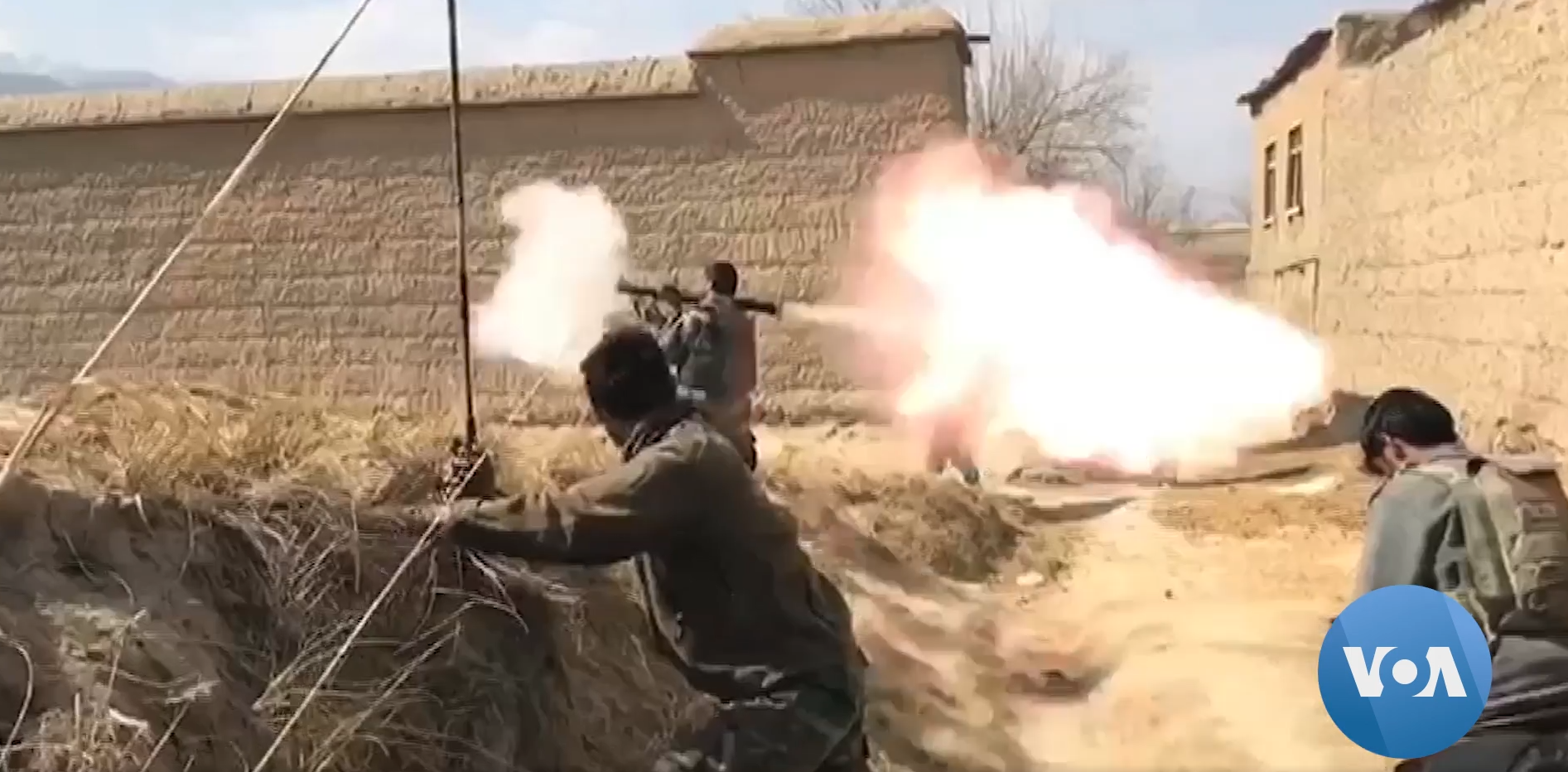
Dei soldati dell'esercito nazionale afgano durante uno scontro con i talebani, il 2 agosto

Il primo maggio, in conseguenza dell'annuncio del ritiro delle forze della NATO, i talebani hanno lanciato un'offensiva militare per occupare le zone rimaste ingovernate dalle truppe locali. Dopo aver occupato vasti territori rurali senza incontrare molta resistenza, gli insorti hanno concentrato i loro sforzi dall'inizio di agosto sulle grandi città dove l'esercito di Kabul ha ammassato le sue forze per difendere diversi capoluoghi di provincia. Il 6 agosto i talebani prendono Zaranj a sud-ovest e Sheberghan a nord. L'8 agosto espugnano tre capoluoghi di provincia, tra cui la seconda città del Paese, Kunduz; le città di Sar-e Pol e di Kunduz, due capoluoghi di provincia nell'Afghanistan settentrionale, sono cadute nelle mani dei talebani a poche ore di distanza una dall'altra: la notizia venne confermata da funzionari delle due città, che parlarono di intensi combattimenti tra gli insorti e le forze locali.
I talebani occuparono anche Taloqan, il terzo capoluogo di provincia afghano ma è certamente la presa di Kunduz a balzare maggiormente agli onori delle cronache; infatti tale città, che era già caduta due volte negli ultimi anni nelle mani degli insorti nel 2015 e nel 2016, è un crocevia strategico nel Nord dell'Afghanistan, tra Kabul e il Tagikistan: la sua conquista è il principale successo militare dei talebani dall'inizio della loro offensiva, lanciata con il ritiro delle forze internazionali, che deve essere completato entro il 31 agosto. Il giorno stesso, il Pentagono ha inviato in Afghanistan alcuni bombardieri B-52 e AC-130H Spectre per fermare l'avanzata talebana.
Il 10 agosto i talebani conquistarono il centro di Farah: è la settima provincia a cadere nelle mani degli insorti dall'inizio della nuova offensiva. L'avanzata dei talebani portò l'India a invitare i suoi connazionali a lasciare Mazar-i Sharif su un volo speciale che aveva come destinazione Nuova Delhi. Nel frattempo, un comunicato del ministero della Difesa afghano annunciò l'uccisione tramite raid aerei di 47 miliziani talebani che si trovavano sulle loro postazioni nella provincia meridionale di Kandahar; i raid colpirono anche le postazioni talebane a Dand, Zari, Takhta Pul e in alcune aree dello stesso capoluogo. Poche ore, gli insorti sono entrati a Pol-e Khomri, capoluogo della provincia afghana di Baghlan, nel nordest dell'Afghanistan salendo così a otto capoluoghi conquistati.
L'11 agosto cadde anche la città di Feyzabad nel Nord del Paese: è il nono capoluogo di provincia su 34 a cadere nelle mani degli insorti in meno di una settimana. Il 12 agosto i talebani conquistato Ghazni, 150 chilometri a sud-ovest di Kabul, il decimo capoluogo di provincia preso dai miliziani in una settimana. Ghazni è il capoluogo di provincia più vicino a Kabul conquistato dai talebani da quando hanno lanciato la loro offensiva a maggio. In poche ore gli insorti hanno conquistato anche la città di Herat, nell'ovest del Paese, ed ex quartier generale delle forze armate italiane. Lo riferiscono i servizi di sicurezza. I talebani si sono impadroniti del quartier generale della polizia e tramite il loro portavoce Zabihullah Mujaid rivendicarono anche la conquista di Kandahar. Funzionari americani stimarono che la capitale afgana sarebbe caduta entro 90 giorni, mentre altri ritenevano che la disfatta si sarebbe concretizzata entro un mese. Il Pentagono inviò 3000 soldati per proteggere l’evacuazione del personale diplomatico e spostò l'ambasciata statunitense a Kabul nell’area dell’aeroporto. Sono circa 5 000 tra civili e militari gli americani stanziati nel complesso dell'ambasciata Usa a Kabul e nella sede vicina all'aeroporto internazionale Hamid Karzai. Anche la Gran Bretagna ha inviato 600 militari in Afghanistan per aiutare il proprio personale diplomatico e i cittadini britannici a lasciare il Paese.
Nella mattinata del 13 agosto i talebani entrarono senza combattere a Feruz Koh, nella provincia occidentale di Ghowr, poiché la città era stata abbandonata dalle forze di sicurezza e dai funzionari governativi. Nelle ore precedenti gli estremisti avevano conquistato anche Lashkar Gah, importante città nel Sud dell’Afghanistan, capoluogo della provincia più grande del Paese, Helmand. In pochissimo tempo arrivarono anche a Qalat, capoluogo della provincia di Zabul, e anche a Tirin Kot, nella provincia meridionale di Oruzgan.
Il 14 agosto è stata conquistata Mazar-i Sharif, quarta città dell'Afghanistan e capoluogo della provincia di Balkh, avvenimento che permette ai talebani di controllare tutto il Nord del Paese e di essere alle porte della capitale. Dopo Herat e Kandahar, la perdita di Mazar-I Sharif, centro di grande importanza strategica, è un altro colpo durissimo per il governo afghano, al quale resta la capitale come unica roccaforte. I primi ad arrendersi sono stati i soldati dell'esercito regolare. Nelle stesse ore vengono espugnate Sharana, Mehtarlam e Asadabad, nell'Est e, dopo un mese di assedio, Meymaneh, nel Nord. Sono saliti così a ventitré su trentaquattro il numero di capoluoghi di provincia controllati dai talebani. All'inizio del 15 agosto 2021, i talebani sono entrati senza opposizione a Jalalabad, la capoluogo della provincia di Nangarhar. Fu il ventiseiesimo capoluogo di provincia a cadere, e la sua cattura lasciò Kabul come l'ultima grande città sotto il controllo del governo afghano. Poco dopo, anche Maidan Shar, Khost, Bamiyan, Mahmud-i-Raqi, Charikar e Parun caddero.

### Caduta di Kabul
(Ashraf Ghani)
La mattina del 15 agosto, i talebani nonostante abbiano rilasciato una dichiarazione in cui affermavano di "non avere intenzione di prendere la capitale afghana con la forza" cominciarono ad avanzare alla volta della capitale partendo dai distretti di Kalakan, Qarabagh e Paghman, accerchiando la città. È stato segnalato un blackout in tutta la città e un possibile assalto e rivolta dei detenuti nella prigione di Pul-e-Charkhi. Gli elicotteri Boeing CH-47 Chinook e Sikorsky UH-60 Black Hawk iniziarono ad atterrare presso l'ambasciata americana a Kabul per effettuare evacuazioni e fu riferito che i diplomatici stavano rapidamente distruggendo documenti riservati. Il ministero degli interni afghano ha annunciato che il presidente Ghani ha deciso di rinunciare al potere e che si sarebbe formato un governo ad interim guidato dai talebani. L'ex presidente Hamid Karzai doveva far parte del team di negoziazione. I talebani ordinarono ai loro combattenti di attendere un pacifico trasferimento di potere e di non entrare a Kabul con la forza. Le forze di sicurezza hanno consegnato l'aeroporto di Bagram ai talebani; la base aerea ospita circa 5 000 prigionieri talebani e dello Stato islamico dell'Iraq e del Levante.
Il 15 agosto anche la capitale Kabul cadde in mano ai talebani. Con la caduta della città, molte ambasciate hanno cessato la loro attività e i diplomatici sono stati evacuati attraverso voli militari dall'aeroporto di Kabul. Il presidente americano Joe Biden dopo la disfatta annunciò l'invio di circa 800 Marines per garantire la sicurezza dei cittadini statunitensi e dei cittadini dei paesi NATO durante l'evacuazione.
Nel caos crescente, il Presidente Ashraf Ghani lasciò il paese e partì alla volta dell'Uzbekistan, passando per il Tagikistan. I talebani inoltre annunciarono che avrebbero ritrasformato il paese in un "emirato islamico". Il 16 agosto, il portavoce dei talebani, Mohammad Naeem, ha dichiarato in un'intervista ad Al Jazeera che la guerra in Afghanistan è finita. Ha anche detto che i talebani hanno ottenuto ciò che volevano e che non permetteranno che il territorio afghano venga usato contro nessuno e non vogliono danneggiare nessun altro.
Il Pentagono ha confermato che il capo del comando centrale degli Stati Uniti in Qatar, il generale Kenneth F. McKenzie Jr., ha incontrato i leader talebani con sede nella capitale del Qatar, Doha. I funzionari talebani hanno accettato i termini stabiliti da McKenzie per la fuga dei rifugiati utilizzando l'aeroporto di Kabul.

### Proteste anti-talebane
Il 17 agosto 2021, a Kabul sono state segnalate piccole proteste di donne per chiedere la parità di diritti per le donne, la prima protesta delle donne contro il nuovo regime.
Il 18 agosto, sono scoppiate maggiori proteste nelle città abitate dai pashtun orientali. I talebani hanno aperto il fuoco sui manifestanti a Jalalabad, uccidendo 3 persone e ferendone più di una dozzina. Alcuni testimoni hanno riportato che la morte è avvenuta quando i residenti hanno cercato di installare la bandiera nazionale dell'Afghanistan in una piazza a Jalalabad. Ci sono state anche segnalazioni di persone che cercavano di piantare la bandiera nazionale dell'Afghanistan nelle città orientali di Khost e Asadabad.
Il giorno successivo, il 19 agosto, giorno dell'indipendenza afghana, è stato segnalato che le proteste si sono estese a più città, mentre a Kabul, 200 persone riunite in un corteo di auto portava un lungo tricolore afgano in segno di sfida prima che fosse dispersa con la forza dai talebani. Ci sono state più segnalazioni di bandiera talebana abbattuta e sostituita dalla bandiera della Repubblica islamica dell'Afghanistan. Diversi manifestanti sono stati uccisi da colpi d'arma da fuoco mentre sventolavano bandiere nazionali durante il giorno dell'indipendenza afghana ad Asadabad. Nella provincia di Khost, i talebani hanno violentemente interrotto un'altra protesta e hanno dichiarato un coprifuoco di 24 ore; nel frattempo, nella provincia di Nangarhar, è stato pubblicato un video che mostra un manifestante sanguinante con una ferita da arma da fuoco che viene portato via.
Il 20 agosto, donne afgane che hanno lavorato per il governo e per organizzazioni non governative negli anni della repubblica islamica hanno tenuto un raduno di protesta esprimendo preoccupazioni per il futuro e riguardo alla partecipazione delle donne al nuovo governo. L'attivista per i diritti umani Fariha Esar ha dichiarato: "Non rinunceremo al nostro diritto all'istruzione, al diritto al lavoro e al nostro diritto alla partecipazione politica e sociale".

## Reazioni internazionali
- Afghanistan: il governo afghano ha promesso di riconquistare tutti i distretti occupati dai talebani. Ismail Khan, politico afghano ed ex mujaheddin, annunciò la formazione del "Movimento di resistenza popolare dell'Afghanistan occidentale" per combattere i talebani nella provincia di Herat.[45] Ahmad Massoud, figlio del cosiddetto "leone del Panjshir" Aḥmad Shāh Masʿūd, annunciò la formazione di un Fronte di Resistenza Nazionale per combattere i talebani nella Valle del Panjshir.
- Città del Vaticano: papa Francesco espresse una preghiera rivolta all'Afghanistan, invitando a trovare una soluzione per cessare le ostilità attraverso il dialogo.[46]
- Danimarca: il ministro degli esteri Jeppe Kofod annunciò che la Danimarca avrebbe chiuso temporaneamente la propria ambasciata a Kabul e che avrebbe fatto il possibile per aiutare i dipendenti dell'ambasciata a lasciare il paese.[47]
- Germania: il ministro degli esteri Heiko Maas annunciò che la Germania fosse pronta a non fornire più aiuti finanziari al Paese qualora i talebani avessero imposto la sciaria.[48]
- Indonesia: il governo indonesiano intimò a tutti i connazionali di lasciare il paese.[49]
- Italia: alla luce del deterioramento delle condizioni di sicurezza, la Farnesina invitò i cittadini italiani a lasciare il Paese con un volo di rientro preposto dall’Aeronautica militare.[50][51][52]
- Norvegia: la Norvegia annunciò che avrebbe chiuso la propria ambasciata a Kabul e la ministra degli affari esteri Ine Marie Eriksen Søreide affermò che "c'è stato un grave peggioramento della situazione della sicurezza in Afghanistan, ai danni della popolazione civile."[53]
- Russia: le autorità russe affermarono che stavano lavorando con il governo tagiko per proteggerlo da qualsiasi minaccia straniera nell'ambito dell'Organizzazione del trattato di sicurezza collettiva.[54] Il rappresentante speciale russo per l'Afghanistan, Zamir Kabulov, affermò che il governo afghano avesse aderito solo a parole all'idea dei colloqui e che non stava facendo abbastanza per realizzarli. Ha anche affermato che la Russia e altre potenze regionali erano favorevoli a un governo di transizione in Afghanistan.[55] Rappresentanti talebani visitarono Mosca a luglio. Il ministro degli Esteri russo, Sergej Lavrov, definì i talebani "sani di mente" e non escluse il riconoscimento della legittimità del nuovo governo talebano.[56] Il console russo in Afghanistan definì i talebani "buoni alleati".[57] Il presidente russo, Vladimir Putin, dichiarò invece: "È importante non permettere ai terroristi di riversarsi nei Paesi vicini".[58]
- Svezia: la Svezia annunciò che avrebbe chiuso la propria ambasciata a Kabul e la ministra degli affari esteri Ann Linde affermò che le forme di aiuto svedesi all'Afghanistan sarebbero state riviste.[59]
- Kazakistan: rappresentanti del Kazakistan presero parte al vertice dell'Organizzazione per la cooperazione di Shanghai insieme alle autorità di Russia e Cina per discutere di un possibile afflusso di rifugiati afgani.[60]
- Pakistan: il primo ministro pakistano Imran Ahmed Niazi Khan affermò che gli afghani avevano spezzato "le catene della schiavitù".[61] Il Comitato per la sicurezza nazionale del Pakistan (NSC) ribadì che il Pakistan volesse una forma inclusiva di soluzione politica in Afghanistan che rappresentasse tutti i gruppi etnici del paese.
- Tagikistan: il presidente Emomalī Rahmon inviò 20 000 militari di riserva dell'esercito tagico presso il confine con l'Afghanistan.[62]
- Talebani: il 9 luglio, un negoziatore talebano, Shahabuddin Delawar, dichiarò a Mosca, in Russia, che l'organizzazione "controllava l'80% del territorio dell'Afghanistan" e ha sottolineato che "non faceva parte dell'accordo" con gli Stati Uniti di non attaccare i centri amministrativi afgani.
- Turchia: il paese si era offerto di ordinare alle sue truppe di difendere l'aeroporto internazionale di Kabul.[63]
- Turkmenistan: le truppe turcomanne vennero schierate sul confine afgano per questioni di sicurezza.[64]
- Uzbekistan: prevedendo una possibile crisi migratoria dovuta all'offensiva talebana in Afghanistan, il governo usbeco eresse una tendopoli nella città di Termez per accogliere i migranti afgani.[65]
- Ucraina: l'Ucraina evacuò i cittadini olandesi, ucraini e afghani da Kabul.[66] I talebani circondarono una base militare ucraina nei pressi di Kabul.[67] Il presidente Volodymyr Zelens'kyj annunciò che 80 cittadini afgani che avevano chiesto lo status di rifugiato nello Stato ucraino, erano stati evacuati ll'Afghanistan. Il leader ucraino dichiarò: "L'Ucraina verrà sempre in aiuto dei suoi cittadini, qualunque cosa accada nel mondo".[68]
- Stati Uniti: gli Stati Uniti condannarono gli attacchi e parlarono "senza ambiguità" di attentati "di marchio talebano", secondo i commenti del portavoce del dipartimento di Stato. Il 10 agosto, John Kirby, il segretario di stampa del Pentagono, affermò che gli Stati Uniti erano fiduciosi che gli attacchi aerei avrebbero avuto un effetto sui talebani, ma concluse dicendo che la sola potenza aerea americana non sarebbe stata sufficiente a fermare l'offensiva talebana.[69]
- Giappone: il ministro degli Esteri giapponese, Motegi Toshimitsu condannò la presa di Kabul, “Vorrei sollecitare tutte le parti coinvolte in Afghanistan a ristabilire sicurezza e ordine, garantendo la protezione dei residenti e delle proprietà” successivamente anche il premier Suga ha dichiarato di voler collaborare con altre nazioni, compresi gli Stati Uniti, per la sicurezza dei suoi cittadini.[70]

## Analisi degli eventi
Numerosi politici, giornalisti e analisti hanno definito la caduta dell'Afghanistan sotto il controllo dei Talebani come un significativo e disastroso fallimento della NATO e degli Stati Uniti d'America. Armin Laschet, leader dell'Unione Cristiano-Democratica di Germania, ha descritto gli eventi dell'agosto 2021 come "la più grande sconfitta della NATO fin dalla sua creazione ed un cambio d'epoca con cui dovremo confrontarci". Tom Tugendhat, Presidente della Commissione Affari Esteri della Camera dei Comuni del Regno Unito, ha paragonato la caduta dell'Afghanistan alla Crisi di Suez per l'umiliazione subita dal governo britannico.
Il Presidente degli Stati Uniti Joe Biden, in un discorso alla Nazione rilasciato il 16 agosto 2021, ha respinto tali accuse, sottolineando come l'invasione dell'Afghanistan del 2001 avesse l'obiettivo di distruggere la basi di Al Qaida nel Paese ed uccidere Osama bin Laden, obiettivi entrambi raggiunti; la costruzione di una democrazia in Afghanistan e la sconfitta dei Talebani, secondo Biden, non erano mai stati l'obiettivo del governo americano. Biden ha poi difeso la sua decisione di ritirare i soldati americani dal Paese, sottolineando come la loro permanenza non avrebbe cambiato l'esito del conflitto militare; ha inoltre accusato la classe dirigente afghana e le Forze armate dell'Afghanistan, accusandole di non essere state capaci di sconfiggere gli Studenti Coranici nonostante gli ingenti aiuti militari e finanziari dell'Occidente.
Il discorso di Biden ha ricevuto dure critiche dalla stampa americana, anche quella tradizionalmente vicina al Partito Democratico: secondo The Wall Street Journal “la dichiarazione con cui il presidente Biden si è lavato le mani dell'Afghanistan questo sabato merita di essere considerata una delle più vergognose della storia da un comandante in capo in un simile momento di ritirata statunitense”; The Washington Post ha definito la caduta dell'Afghanistan "un disastro evitabile", sottolineando come Biden che “avrebbe potuto rinegoziare l’accordo del ritiro raggiunto dal suo predecessore, certamente le continue violazioni compiute dai talebani del patto gli avrebbero dato una ragione legittima per farlo”; The New York Times ha scritto che, anche se “l'amministrazione Biden aveva ragione a porre fine alla guerra, non c'era bisogno che finisse in un tale caos, con così poca previdenza per tutti coloro che hanno sacrificato così tanto nella speranza di un Afghanistan migliore”.
L'occupazione talebana di Kabul è stata più volte paragonata dalla stampa occidentale alla caduta di Saigon al termine della guerra del Vietnam, sebbene il Presidente Joe Biden e il Segretario di Stato Antony Blinken abbiano entrambi rigettato il paragone. L'ex segretario di Stato Leon Panetta ha invece paragonato gli eventi dell'Afghanistan all'invasione della baia dei Porci a Cuba del 1961, sottolineando come Biden dovrebbe prendersi la responsabilità del fallimento come fece John Fitzgerald Kennedy in seguito al disastro cubano.